# Aurora D8
El Aurora D8, también conocido como D8 Airliner, es un concepto de avión de pasajeros en desarrollo desde mediados de 2017. El proyecto fue iniciado en 2008 por Aurora Flight Sciences, el Instituto Tecnológico de Massachusetts (MIT) y Pratt & Whitney con el patrocinio de la NASA de 2,9 millones de dólares.
El concepto de Aurora perfecciona el bajo consumo de combustible del modelo D8 diseñado por el MIT para la NASA, y se esperaba poder volar un prototipo de media escala en 2022. El de 180 asientos y 5.600 kilómetros está diseñado para volar a 937 km/h dentro de las capacidades de un Boeing 737 o un Airbus A320 y podría estar en servicio de prueba entre 2027 y 2035.
Boeing compró Aurora Flight Sciences el 8 de noviembre de 2017 para sus desarrollos de drones. La filial tiene como objetivo acelerar el desarrollo de tecnología autónoma de Boeing.

## Diseño
El fuselaje de "doble burbuja" de lado a lado proporciona una capacidad de elevación adicional a lo largo de la sección de proa, así como un giro más rápido debido a su fuselaje más ancho. Como resultado, se pueden utilizar alas más pequeñas para generar sustentación, lo que reduce la resistencia. El montaje de los motores en la parte trasera del D8 en lugar de debajo de las alas utilizadas en el diseño de aviones convencionales, permite reducir los requisitos de empuje al minimizar la ineficiencia derivada de capa límite (BLI). Esto da como resultado la capacidad de utilizar motores Turbofán de alta relación de derivación más pequeños y livianos.
Sin embargo, el fuselaje presenta unas características menos radicales que los conceptos de  ala mixta (o integrada) de la competencia, sin modificar la infraestructura aeroportuaria existente ni el BLI. El objetivo original era reducir el  consumo de combustible en un 70% y el ruido en un 71% volando a Mach 0,74. Además, un crecimiento de ala y fuselaje más tradicional de Mach 0,82 resultó en una reducción más conservadora del consumo de combustible del 49% y una reducción de ruido de 40 EPNdB en comparación con un Boeing 737-800.

## Ingeniería
Agrupar los motores encima de la cola de un fuselaje aplanado les permite revitalizar la capa límite de movimiento lento sobre el fuselaje para aumentar la eficiencia, bajar la resistencia y obtener una alta relación de aspecto. Comenzando con un flujo más lento, la reducción en la velocidad de escape aumenta la eficiencia propulsora con un empuje específico similar. Al ingerir y reenergizar el flujo de la capa límite, BLI reduce en un 40% en el D8 la energía cinética desperdiciada en el escape combinado del jet de alta velocidad y la estela de baja velocidad detrás del fuselaje. Las pruebas a gran escala en túneles de viento realizadas por la NASA mostraron un ahorro de energía del 8,4% con la misma superficie de tobera al 10,4% y con el mismo caudal. El beneficio de BLI es un orden de magnitud mayor que la pérdida por ingerir el flujo distorsionado de la capa límite.